# Stormfulde toner
Stormfulde toner (russisk: Композитор Глинка) er en sovjetisk film fra 1952 af Grigorij Aleksandrov. Det er en biografisk film om den russiske komponist Mikhail Glinka.

## Handling
Den unge komponist Mikhail Glinka opfører sit nye værk. Publikum er imidlertid vænnet til vestlig musik og reagerer forbeholdent på komponistens værk. Den skuffede Glinka beslutter sig for at tage til Italien for at studere italiensk musik.
Efter at være kommet tilbage fra Italien er har opfyldt af et ønske om at skrive en russisk opera. Vasilij Sjukovskij foreslår et emne til operaen, men zar Nikolaj 1. ændrer operaens navn til "Et liv for zaren" og ansætter en person til at skrive librettoen: Baron Georg von Rosen. Da Glinka møder von Rosen bliver han chokeret, da von Rosen taler med en tydelig tysk accent. Premieren er en succes, men Glinka er ikke tilfreds med librettoen.
Da zaren erfarer, at Glinkas opera Ruslan og Ljudmila er baseret på et emne af Pusjkin, ser han det som oprør. Dette er en bitter oplevelse for Glinka, men han trøstes af støtten fra "det progressive russiske folk".

## Medvirkende
- Boris Smirnov som Mikhail Glinka
- Lev Durasov som Aleksandr Pusjkin
- Ljubov Orlova som Ljudmila Glinka
- Jurij Ljubimov som Aleksandr Dargomyzjskij
- Georgij Vitsin som Nikolaj Gogol